# Scotland Yard (película de 1930)
Scotland Yard es una película norteamericana dirigida por William K. Howard en 1930.

## Argumento
Durante la Primera Guerra Mundial, el criminal Dakin Barrolles (Edmund Lowe), escapando de un atraco bancario frustrado, tropieza con el famoso banquero, John Lasher (Edmund Lowe) y su esposa Xandra (Joan Bennett). Fascinado por la belleza de Xandra, les roba un medallón con la imagen de la pareja. Más tarde, en una tentativa de eludir a la policía, se une al ejército y es enviado al frente. Herido en batalla, su cara se desfigura y un cirujano, encontrando el medallón con la imagen del banquero, reforma su cara a la del banquero (el que, por casualidad, también se unió al ejército y está desaparecido). Después de la guerra Barrolles, ahora con la cara del banquero, decide fingir ser el John Lasher para evitar Scotland Yard que va todavía sobre su rastro. Tentado por su anterior cómplice, Charles Fox (Donald Crisp), para robar el banco, Barrolles tiene que escoger entre el amor hacia una Xandra sorprendida por el cambio que se ha operado en su marido, ahora claramente enamorado de ella, o el impulso de volver al crimen.